# 湖棲鯪脂鯉
湖棲鯪脂鯉（学名：Prochilodus lacustris）為輻鰭魚綱脂鯉目脂鯉亞目鯪脂鯉科的其中一個種，分布於南美洲巴西Parnaiba與Mearim 河流域，體長可達32公分，棲息在河川底中層水域，生活習性不明。